# فرشاد قنبری
فرشاد قنبری (زادهٔ ۱۲ دی ۱۳۶۷)، خواننده رپ و آهنگساز اهل ایران است. او فعالیت خود در رپ فارسی را در دهه ۸۰ خورشیدی آغاز کرد و آهنگسازی را نیز در کنار رپ خواندن به صورت اکتسابی و تجربی آموخت.

## فعالیت‌ها
فرشاد در ۱۲ دی ۱۳۶۷ در تهران متولد شد و در سن سه سالگی به گرمسار نقل مکان کرد. فرشاد فعالیت در زمینهٔ موسیقی را در دههٔ ۸۰ خورشیدی، هنگامی که نوجوان بود، در گرمسار آغاز کرد. او در سال ۱۳۸۱ با نوازندگیِ سازِ سه‌تار با موسیقی آشنا شد و به مدت سه سال موسیقی را از طریق موسیقی سنتی ایران، از جمله آثار محمدرضا لطفی و محمدرضا شجریان، دنبال می‌کرد، تا اینکه در سال ۱۳۸۴ از طریق هنرمندان نسل یک رپ فارس، از جمله یاس و هیچ‌کس با سبک رپ آشنا شد و علاقهٔ بیشتری نسبت به این سبک پیدا کرد. آشنا شدن او با امینم، نقطه عطف بزرگی در ادامهٔ تلاشش برای تبدیل شدن به یک رپر بود و تا سال‌ها سعی می‌کرد سبک کاری خود را به سبک امینم نزدیک کند.
فرشاد فعالیت رسمی خودش را از سال ۱۳۸۶ و در سن ۱۹ سالگی آغاز کرد. پس از مدتی فعالیت در حوزه رپ فارسی، نام مستعار گوستی «Ghosty» را برای خود به کار برد و به تهران بازگشت. اولین آلبوم او، یک روز کابوس در سال ۱۳۸۸ منتشر شد که روایتی داستان‌گونه دارد. در ادامه، به دلایلی مانند افسردگی و دگرگونی شخصیتی، تا دو سال فعالیتی نداشت، تا اینکه قبل از انتشار آلبوم پوچ، لقب گوستی را برای همیشه کنار گذاشت و با نام خودش، فرشاد، ادامهٔ فعالیت داد. او همزمان با خواندن رپ، حرفهٔ آهنگسازی را نیز به صورت تجربی دنبال می‌کرد. در سال ۱۳۹۷ طی فراخوانی که جانکی ایکس‌ال برای برگزاری مسابقهٔ آهنگسازی داده بود، فرشاد قنبری در بین برگزیدگان این مسابقه بود که حاصل آن منجر به همکاری جانکی و فرشاد شد. ادبیات ترانه‌های او با ادبیات جریان اصلی رپ فارسی تفاوت دارد همین موضوع آثار او را منحصر بفرد می‌کند. او دربارهٔ رپ فارسی می‌گوید:
«رپرها می‌توانند ایران را به‌طور شفاف به تصویر بکشند، اگر به میراث فرهنگی و اجتماعی خود آگاهی داشته باشند. اما بسیاری در تلاش‌اند روایت‌هایی را تقلید کنند که در رسانه‌های اصلی غربی تبلیغ می‌شوند. این به این معناست که هیپ‌هاپ ایرانی در حال ترویج سبک‌های زندگی پرزرق‌وبرق و سطحی است که در رپ غربی رایج شده است. به‌عنوان مثال، هنرمندان مصرف مواد مخدر را جشن می‌گیرند و ویدیوهایی با محتوای بسیار جنسی تولید می‌کنند.»
همچنین فرشاد دربارهٔ آثار هیپ‌هاپ و سبک آثار خود، معتقد است که اثر تولید شده باید تغییری در مخاطب ایجاد کند، و این تغییر باید به نوعی سرگرم‌کننده باشد تا مخاطب ترغیب به شنیدنِ اثر شود. در نتیجه در آثار خود، به خصوص آلبوم‌های «نویسنده»، «رند» و «۴۰۴» از داستان و روایت و همچنین از سبک کانسپت‌آلبوم استفاده می‌کند.

فرشاد دربارهٔ این انتقاد که شخصیت‌های آلبوم‌های فرشاد افسردگی و پوچیِ بیش از حدی دارند و احتمالاً خود فرشاد هم مانند آن شخصیت‌های خلق شده‌اش گوشه‌گیر و شکست‌خورده است، جواب می‌دهد که:
«اینکه شخصیت خلق شدهٔ یک هنرمند را با خود هنرمند یکی بدانیم کج فهمی است. شخصیت و داستان تولید شدهٔ یک هنرمند، ممکن‌است از قسمت‌هایی از زندگی خود هنرمند برگرفته شده باشد، اما بازتاب شخصیت خود آرتیست نیست.»
از آهنگ «نت سیاه» او در مجموعه تلویزیونی پنگوئن استفاده شده است. فرشاد جزو رپرهایی است که با وجود زیرزمینی بودن رپ در ایران همچنان ساکن ایران است.

## ترانه‌شناسی
آلبوم‌ها:
| ۱  | یک روز کابوس | ۱۱ | ۲۰۰۹ | -                                                      |    |      |      |  |
| ۲  | پوچ          | ۷  | ۲۰۱۳ | -                                                      |    |      |      |  |
| ۳  | دیشب         | ۵  | ۲۰۱۴ | بامداد                                                 |    |      |      |  |
| ۴  | لغو          | ۸  | ۲۰۱۵ | -                                                      |    |      |      |  |
| ۵  | انفراد       | ۳  | ۲۰۱۶ | بامداد                                                 |    |      |      |  |
| ۶  | رند          | ۱۴ | ۲۰۱۷ | نسیم                                                   |    |      |      |  |
| ۷  | ۴۰۴          | ۲۱ | ۲۰۱۸ | نورا، صفیر، نوید، پیکار، سُرب، بامداد، فرزان، آرش، مخلص |    |      |      |  |
| ۸  | سرما         | ۵  | ۲۰۲۱ | -                                                      |    |      |      |  |
| ۹  | نبض          | ۷  | ۲۰۲۱ | -                                                      |    |      |      |  |
| ۱۰ | lost souls   | ۵  | ۲۰۲۱ | -                                                      |    |      |      |  |
| ۱۱ | نویسنده      | ۱۶ | ۲۰۲۳ | نورا، مازیار خواجیان                                   |    |      |      |  |
| ۱۲ | سیاه چاله    | ۴  | ۲۰۲۴ | ۱۳                                                     | ۱۵ | ۲۰۲۵ | رودی |  |

 تک‌آهنگ‌ها: 
| #  | نام آهنگ   | تاریخ انتشار | همکاری         |
| -- | ---------- | ------------ | -------------- |
| ۱  | اون ماییم  | ۲۰۱۵         | -              |
| ۲  | نیست       | ۲۰۱۵         | -              |
| ۳  | تنهاییام   | ۲۰۱۶         | -              |
| ۴  | توی من     | ۲۰۱۷         | -              |
| ۵  | تیغ        | ۲۰۱۷         | -              |
| ۶  | بی‌شمار     | ۲۰۱۹         | -              |
| ۷  | تکرار      | ۲۰۱۹         | -              |
| ۸  | A see#     | ۲۰۱۹         | گروه #تهران    |
| ۹  | نوت سیاه   | ۲۰۱۹         | -              |
| ۱۰ | مست        | ۲۰۲۰         | -              |
| ۱۱ | رمان مضطرب | ۲۰۲۰         | -              |
| ۱۲ | خون        | ۲۰۲۲         | مازیار خواجیان |
| ۱۳ | خمیازه     | ۲۰۲۵         | -              |